# قنتة
القنتة هي أبرشية وقرية إسبانية  في مقاطعة لك في جليقية.